# Mahurea exstipulata
Mahurea exstipulata är en tvåhjärtbladig växtart. Mahurea exstipulata ingår i släktet Mahurea och familjen Calophyllaceae.

## Underarter
Arten delas in i följande underarter:
- M. e. duckei
- M. e. exstipulata